# Dorien Guilliams
Dorien Guilliams est une joueuse de football belge née le 3 décembre 1987 à Saint-Trond (Belgique). 

## Biographie
Elle débute au DV Borgloon. Entre 2007 et 2010, elle joue au Standard Fémina de Liège. En juin 2010, elle est transférée au DVC Eva's Tirlemont. Deux ans plus tard, elle part au Saint-Trond VV, elle n'y joue qu'une saison. En 2013, elle est transférée au DVL Zonhoven en D1.

## Palmarès
- Championne de Belgique (1): 2009 avec le Standard Fémina de Liège
- Championne de Belgique D3 (1): 2009 avec le Standard Fémina de Liège
- Vainqueur de la Coupe de Belgique des équipes B (1): 2009 avec le Standard Fémina de Liège
- Finaliste de la Coupe de Belgique: 2009 avec le Standard Fémina de Liège
- Vainqueur de la Super Coupe de Belgique (1): 2009 avec le Standard Fémina de Liège
- Doublé Championnat de Belgique-Super Coupe de Belgique (1): 2009

### Bilan
- 4 titres

## Statistiques

### Ligue des Champions
- 2009-2010: 1 match avec le Standard Fémina de Liège